# アリク・アインシュタイン

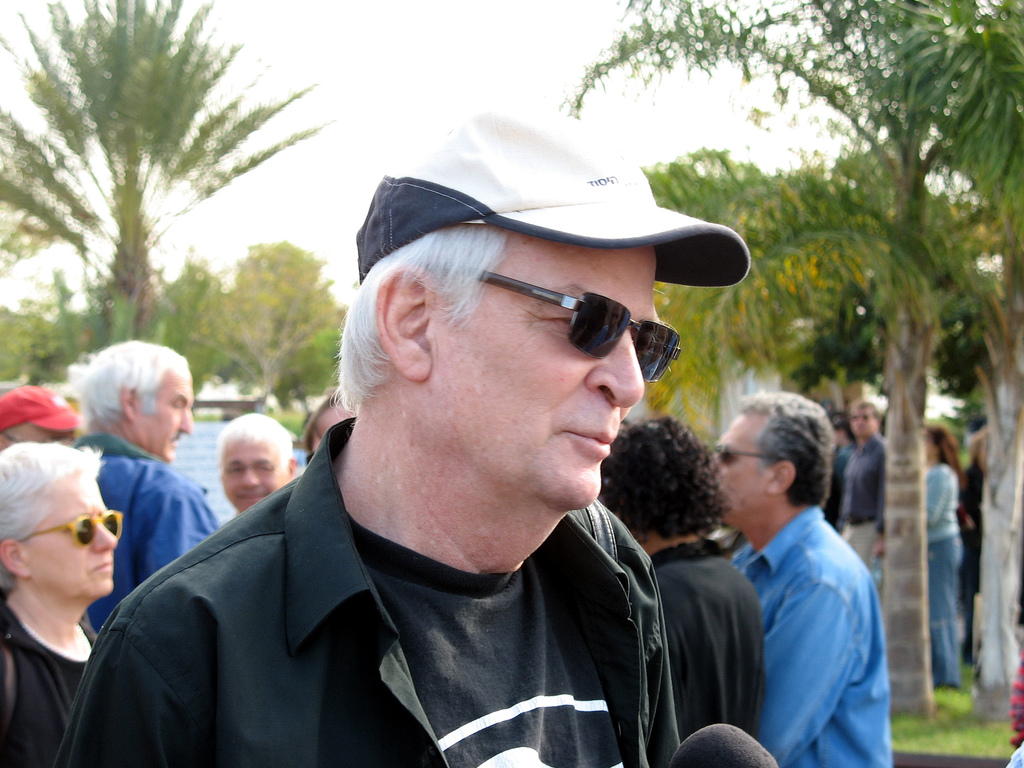

アリク・アインシュタイン（ヘブライ語:אריק איינשטיין, Arik Einstein、1939年1月3日-2013年11月26日）はイスラエルの男性シンガーソングライター、俳優。テルアビブ出身。 彼は、2013年に胸部大動脈瘤破裂で死去した。
元は陸上競技をやっており、ジュニア時代の走り高跳びの国内チャンピオンだった。1957年より歌手としての活動をしていた。
郷愁と人間味あふれる、現在も歌い継がれる数々のヒット曲によって人気を得て「ザ・ナショナルシンガー」と称された。
1982年2月に交通事故でケガした後は一般及びマスコミの前に姿を見せることはなくなり、スタジオレコーディングを続けた。
2013年に胸部大動脈瘤が破裂して病院に運ばれ、そのまま回復することなく永眠した。